# Folke Öström
Folke August Öström, född 24 mars 1892 i Göteborg, död 13 april 1974 i Havstenssund, var en svensk målare och tecknare.
Han var son till grosshandlaren Secundus Öström och Betty Hartvig och från 1927 gift med Mabel Therese Halbauer-Davis samt far till journalisten Anne Palmers. Öström studerade vid Valands målarskola i Göteborg 1911–1912 och vid Wilhelmsons målarskola i Stockholm 1912–1915 samt genom självstudier under ett flertal resor till bland annat Spanien, Italien, Frankrike England och Hongkong. Separat ställde han bland annat ut i Barcelona, Katrineholm, Bollnäs, Uddevalla, Hongkong och på Modern konst i hemmiljö samt Olsens konstsalong i Göteborg. Tillsammans med Bertil Damm och Hadar Jönzén ställde han ut på Ny konst i Göteborg och tillsammans med Hjalmar Eldh och Kristian Lundstedt på Göteborgs konsthall samt tillsammans med Carl Palme och Johan Heurlin på Svensk-franska konstgalleriet. Han medverkade sedan 1915 i flera av Sveriges allmänna konstförenings salonger i Stockholm och ett flertal samlingsutställningar i Paris och London. Han var representerad i Riksförbundet för bildande konsts vandringsutställning Västsvenskt måleri 1937. Hans produktion av konst är omfångsrik och består av porträtt, figurer, stilleben och landskapsskildringar från svenska västkusten, Göteborgs hamnar, Stockholms skärgård och motiv från sina resor utförda i olja, tempera, akvarell och gouache. Öström är representerad vid Moderna museet, Göteborgs museum, Gävle museum, Umeå museum, Uddevalla museum och The Hong Kong Government's Art Collection.